# Philippe (diacre)
Pour les articles homonymes, voir Saint Philippe et Philippe.
Philippe est un Juif helléniste faisant partie des Sept, les premiers diacres choisis par les membres de l'Église primitive de Jérusalem à l'initiative de l'assemblée des disciples et des apôtres afin d'aider ces derniers. Il ne faut pas le confondre avec l'apôtre Philippe mentionné dans les Évangiles, même si, dans la formation des légendes, les biographies des deux Philippe ont été reliées. Il a également une fonction d'évangéliste en Samarie et favorise la christianisation de l'Éthiopie. Il fait aussi partie des Septante disciples choisis par Jésus-Christ.

## Sources bibliques
D'après les Actes des Apôtres, Philippe fut appelé au diaconat par la communauté primitive de Jérusalem (Ac 6:5). L'initiative de créer des diacres avait été prise par le cercle des apôtres, qui avaient établi également les critères qui devaient permettre de les choisir (des hommes remplis du Saint-Esprit), et selon ces critères c'est la communauté qui les désigna. Outre Philippe, qui devait également se faire un nom comme propagateur de l'Évangile, Étienne, Prochore, Nicanor, Timon, Parménas et Nicolas furent appelés à ce service.
À l'époque des premiers chrétiens à Jérusalem, après le martyre d'Étienne, Philippe alla en Samarie (Ac 8:4-13), où il prêcha avec un grand succès. Le peuple écoutait ses prédications à la suite desquelles des esprits impurs quittaient le corps de nombreux possédés en poussant des cris. Il guérissait des boiteux et des estropiés, et il réussit même à baptiser et à convertir Simon le Magicien, mais seulement de façon superficielle.

## Pères de l'Église
Les Pères de l'Église considèrent que « le Diacre » Philippe mentionné dans les Actes des apôtres et l'apôtre Philippe mentionné dans les évangiles sont le même personnage. C'est notamment le cas au IIe siècle, de Papias d'Hiérapolis, de Polycrate d'Éphèse tous deux cités par Eusèbe de Césarée dans son Histoire ecclésiastique (IVe siècle) ainsi que de Clément d'Alexandrie (IIe – IIIe siècle).

## Le baptême de l'Éthiopien

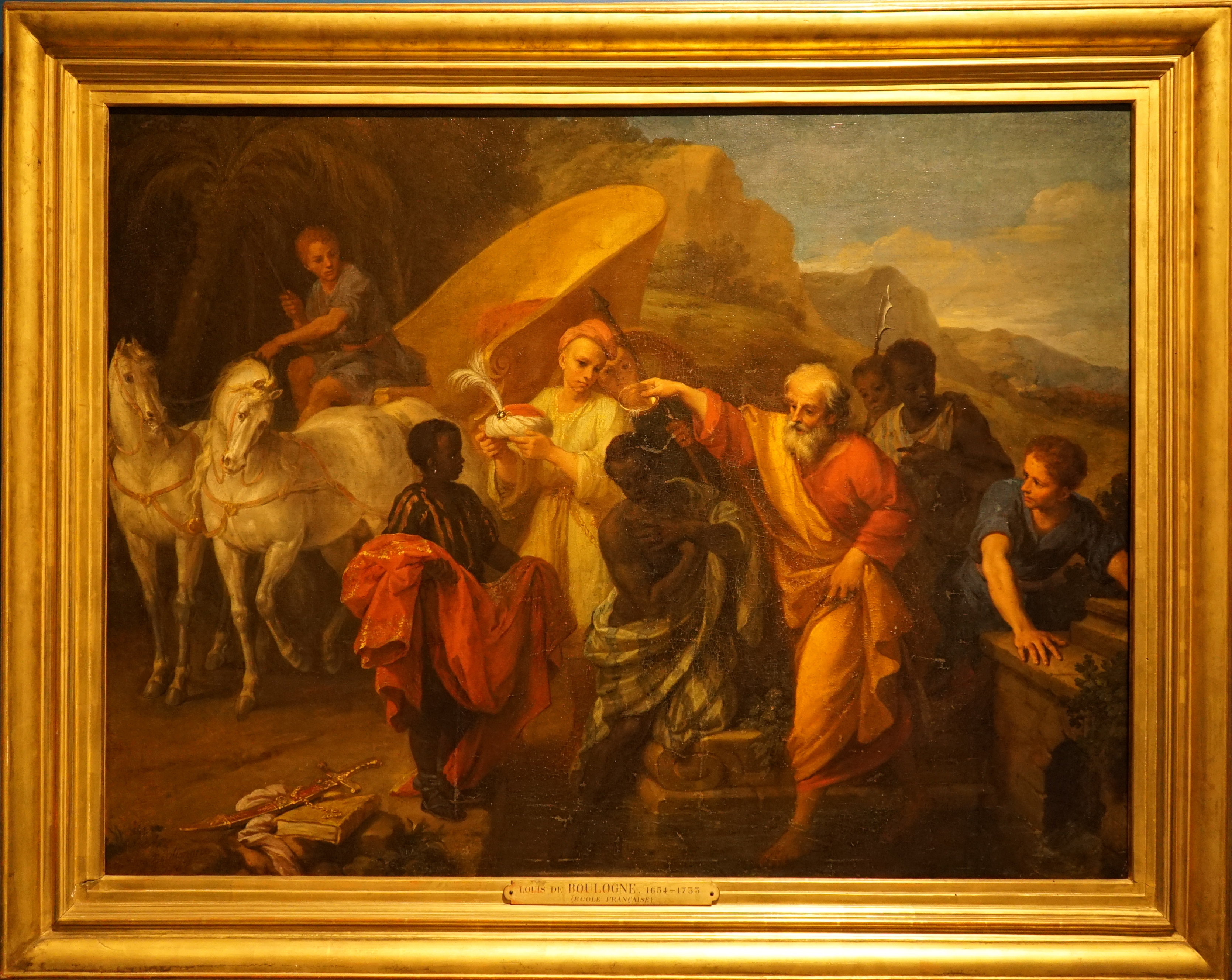
Baptême de l'eunuque de Candace par Louis de Boulogne

D'après les Actes (Ac 8,27-39), Philippe fut conduit de manière surnaturelle sur la route du désert près de Gaza, et là, il rencontra un eunuque, trésorier de la reine Candace d'Éthiopie. Le trésorier rentrait de Jérusalem vers son pays d'origine en Afrique. Philippe s'assit avec lui dans le char et l'aida à interpréter un passage du Livre d'Isaïe. Là il dirigea la conversation sur Jésus-Christ et sur le baptême. Le trésorier demanda le baptême, que Philippe lui donna. Des récits apocryphes voient dans ce baptême les débuts de l'Église éthiopienne.

## L'évangéliste
Ensuite, selon les Actes des Apôtres (8:40), Philippe continua son chemin vers Azotus (Ashdod), et il prêcha dans toutes les villes avant d'arriver dans la région de Césarée. Là, quelques années plus tard, toujours selon les Actes (21:8), il est décrit comme « évangéliste ». Toutefois son évangile, aujourd'hui perdu ne serait pas l'évangile selon Philippe, qualifié de gnostique, que nous connaissons. Il s'entretint avec Paul de Tarse et son compagnon pendant qu'ils se rendaient à Jérusalem et les reçut chez lui (Ac 21:8-14). À cette époque « il avait quatre filles vierges qui prophétisaient » (Ac 21:9).
Enfin, accompagné de ses quatre filles, il se rendit à Hiérapolis de Phrygie. Là, selon des récits apocryphes, tous les cinq furent arrêtés et, en même temps, crucifiés et lapidés.
Une tradition tardive assure qu'il s'est établi à Tralles en Lydie (Asie Mineure), où il serait devenu épiscope ou dirigeant de l'Église.

## Célébration
Il est l'un des saint Philippe, saint chrétien fêté le 11 octobre (antérieurement le 6 juin en Occident).

## Sources
- (en) « Philippe (diacre) », dans Encyclopædia Britannica [détail de l’édition], 1911 (lire sur Wikisource).

- (de) Cet article est partiellement ou en totalité issu de l’article de Wikipédia en allemand intitulé « Philippus (Diakon) » (voir la liste des auteurs).